# レオポルト・グッテラー
レオポルト・グッテラー（Leopold Gutterer、1902年4月25日 - 1996年12月27日）は、ドイツの政治家。国民啓蒙・宣伝省次席次官を務め、国民啓蒙・宣伝大臣であるヨーゼフ・ゲッベルスの側近として考えられていた。親衛隊での最終階級は親衛隊少将。

## 略歴
1902年4月25日、バーデン＝バーデンで生まれる。学校卒業後は編集者として1922年から働く。
1925年に国家社会主義ドイツ労働者党に入党。
1927年から党機関紙の編集者に任命される。またゲッティンゲン及びハノーファーの管区指導者も務め、1927年には親衛隊へ入隊している。
1930年5月に南ハノーファー＝ブラウンシュヴァイク大管区の大管区宣伝指導者に任命され、同年には突撃隊に入隊する。
1933年4月1日に国民啓蒙・宣伝省が設立されると、グッテラーは宣伝局の局長に任命された。また宣伝省内での冬季援助活動の責任者でもあった。
1941年5月にゲッベルスとの関係が悪化していたカール・ハンケに代わって次席次官（Staatssekretär II) に就任した。また戦時報道部隊に関する親衛隊と宣伝省との協定にかかわっている。またヴァンゼー会議に国民啓蒙・宣伝省代表として出席予定だったが都合がつかず出席していない。
1944年に次席次官から解任された。後任はヴェルナー・ナウマンだった。その後は武装親衛隊戦車猟兵として前線へ赴いた。
終戦後は、モッテンに農民として1947年10月まで住んでいたが、投獄され5年の重労働刑が言い渡される。また1948年12月14日にニュルンベルクの裁判所で個人資産の80％の没収と八年間の年金差し押さえの判決も言い渡された。
1960年代半ばからは、アーヘン劇場のディレクターとして働いた。
1996年12月27日にアーヘンにて死去した。